# Scopula languidata
Scopula languidata är en fjärilsart som beskrevs av Louis Beethoven Prout 1913. Scopula languidata ingår i släktet Scopula och familjen mätare. Inga underarter finns listade.